# Purpura
Purpura je aromatická směs koření, dřevěných smolných pilin nebo třísek a vonných bylin, která slouží k vytváření aromatických vůní a kouře o Vánocích. Purpura se o Vánocích klade na rozpálenou plotnu, aromatická směs se tak vlastně nasucho praží, z koření, dřevěných pilin i třísek a z vonných bylinek se přitom odpařuje aromatická vůně či kouř. 
K dostání je běžně v prodejnách drogerie spolu s ostatními vánočními potřebami. Coby slavnostní vánoční vykuřovadlo má vlastně podobnou funkci jako kadidlo, vánoční františky nebo vonné tyčinky.
Purpuru si lze namíchat i doma například z těchto ingrediencí: hřebíček, skořice, muškátový oříšek, máta, levandule, meduňka, mateřídouška a tymián, rozmarýn, šalvěj, majoránka, anýz, jehličí, borůvkové, maliníkové, jahodníkové a ostružiníkové listy, eukalyptus...
Dát purpuru na rozpálenou plotnu je v době sklokeramických a indukčních desek problém, který lze obejít např. tak, že se purpura dá zahřát do malého hrnce, pokud možno s tenkým dnem; vařič je nutné včas vypnout.